# Мэсси, Эдит
Эдит «Иди» Мэсси (англ. Edith "Edie" Massey; 28 мая 1918[…], Сан-Франциско, Калифорния — 24 октября 1984[…], Лос-Анджелес, Калифорния) — американская актриса и певица. Особую известность приобрела благодаря участию в фильмах Джона Уотерса.

## Биография
Эдит Мэсси родилась 28 мая 1918 года в Нью-Йорке, в многодетной семье. Однажды родители просто бросили всех своих детей, и детство она провела в детском доме Денвера, Колорадо. В подростковом возрасте сбегает в Голливуд, где пытается стать актрисой, но становится барменом.
В конце шестидесятых Эдит Мэсси приглашает в свой фильм молодой режиссёр Джон Уотерс. Дебютом в кино становится фильм «Множественные маньяки», вышедший в 1970 году. Большую популярность ей принесли роли Иди в фильме «Розовые фламинго» (1972) и королевы Карлотты в фильме «Жизнь в отчаянии» (1977).
Позже пробует себя в качестве певицы и записывает песни «Big Girls Don’t Cry» и «Punks, Get Off the Grass». Эдит Мэсси снимается в музыкальном видео музыканта Джона Мелленкампа на песню «This Time», а также появляется на обложке его альбома Nothin’ Matters and What If It Did.
Эдит Мэсси скончалась от обострения лимфомы и сахарного диабета 24 октября 1984 года в возрасте 66 лет в Лос-Анджелесе. Её тело было кремировано, а прах развеян над розовым садом в Вествудском кладбище.

## Фильмография
| Год  |     | Русское название                         | Оригинальное название                              | Роль              |
| ---- | --- | ---------------------------------------- | -------------------------------------------------- | ----------------- |
| 1970 | ф   | Множественные маньяки                    | Multiple Maniacs                                   | Эдит/Дева Мария   |
| 1972 | ф   | Розовые фламинго                         | Pink Flamingos                                     | Иди               |
| 1974 | ф   | Женские проблемы                         | Female Trouble                                     | Ида Нельсон       |
| 1975 | кор | Любовное письмо к Иди                    | Love Letter to Edie                                | камео             |
| 1976 | кор | Продуктовая корзинка Эдит                | Edith's Shopping Bag                               | камео             |
| 1977 | ф   | Жизнь в отчаянии                         | Desperate Living                                   | Королева Карлотта |
| 1981 | ф   | Полиэстер                                | Polyester                                          | Кадлс Кавински    |
| 1983 | док | Мой завтрак с Бласси                     | My Breakfast with Blassie                          | камео             |
| 1984 | ф   | Мутанты в раю                            | Mutants in Paradise                                | Доктор Дуркфол    |
| 1985 | док | Дивайн Уотерс                            | Divine Waters                                      | камео             |
| 1998 | док | Божественный мусор                       | Divine Trash                                       | камео             |
| 2000 | док | В дурном вкусе                           | In Bad Taste                                       | камео             |
| 2005 | док | Полуночные фильмы: От края до мейнстрима | Midnight Movies: From the Margin to the Mainstream | камео             |
| 2013 | док | Я — Дивайн                               | I Am Divine                                        | камео             |